# Гронский, Владимир Геннадьевич
Владимир Геннадьевич Гронский (31 декабря 1952, Кронштадт, Ленинград — 13 декабря 2023) — российский журналист, медиаменеджер, руководитель учреждений культуры. Работал в газетах «Ленинградская правда» и «Невское время», в 1996—2001 годах был главным редактором «Вечернего Петербурга». В 2005—2006 годах — директор петербургской Филармонии, в 2008—2009 годах руководил пиар-кампанией «Охта-центр». В 2007—2012 годах Владимир Гронский был генеральным директором Информационно-издательского центра Правительства Санкт-Петербурга «Петроцентр», в 2013—2021 годах — директором музея Суворова. 21 января 2021 года Владимир Гронский назначен на должность генерального директора Российской национальной библиотеки.

## Образование, начало карьеры
Владимир Гронский родился 31 декабря 1952 года в Кронштадте. В 1975 году окончил факультет журналистики Ленинградского государственного университета, работал в Комитете молодёжных организаций Ленинграда. С 1978 года — корреспондент, впоследствии заведующий сектором международной информации газеты «Ленинградская правда».

## «Невское время» и «Вечерний Петербург»
В 1991 году Владимир Гронский стал одним из основателей газеты «Невское время», где был заместителем главного редактора. В 1996 году его назначили на должность главного редактора «Вечернего Петербурга», которую он занимал до 2001 года. По информации «Коммерсанта», причиной отставки Гронского стали его профессиональные качества и попытка перерегистрации газеты, которая привела к конфликту с собственником
Набрав хороших журналистов и положив им приличные оклады, господин Гронский собрался делать сильную газету. Но сначала куда-то делись деньги, потом стали уходить люди. В период очередного финансового обострения господину Гронскому удалась перерегистрировать газету, создав новое юридическое лицо. Все долги, естественно, остались на старом предприятии. Подобное положение дел в «Вечерке» вряд ли устраивало и компанию «Балтонэксимконсалт», владеющую 100%-ным пакетом «Вечерки» и являющуюся дочерней фирмой БАЛТОНЭКСИМбанка. Газета стремительно теряла репутацию. В минувшем году «Вечерка» оказалась в центре скандала с завышенными тиражами. Господину Гронскому сделали официальное предупреждение о том, что тиражи «Вечерки» завышены в два раза.
В ночь после отставки Гронского в приёмной его кабинета случился пожар.
В феврале 2002 года Владимир Гронский был назначен директором по связям с общественностью пивоваренного комбината имени Степана Разина.

## Директор Петербургской филармонии
В марте 2005 года Владимир Гронский был назначен на должность генерального директора Санкт-Петербургской филармонии, однако уже через год он был отправлен в отставку.
По информации СМИ, инициатором досрочного расторжения контракта с Гронским стал художественный руководитель Юрий Темирканов, который рекомендовал его на эту должность
Причём ошибку осознал в тот день, когда представлял новичка оркестру и услышал такую «тронную речь»: «Господа, моя фамилия Вронский, но я на «Г». Не вдаваясь в подробности, Темирканов сказал также, что «никогда не дал бы ему взаймы».

## «Петроцентр» и «Охта-центр»
С декабря 2006 по ноябрь 2012 года Владимир Гронский был генеральным директором ОАО «Информационно-издательский центр правительства Санкт-Петербурга «Петроцентр», где курировал выпуск газеты Петербургский дневник. В 2011 году издание стало выходить в обновлённом формате.
В 2008 году Владимир Гронский возглавил пиар-кампанию по строительству Охта-центра. Согласно проекту, на месте, где располагались крепости Ниеншанц и Ландскрона в Красногвардейском районе Санкт-Петербурга предполагалось воздвигнуть небоскреб Газпрома, высотой 403 метра. Идея строительства новой архитектурной доминанты вызвала нарекания у профессиональных архитекторов, градозащитников, ЮНЕСКО, деятелей культуры и науки. В итоге, проект был отменён, а штаб-квартира Газпрома была построена в Лахте.
По мнению Владимира Гронского, за кампанией против строительства «Охта-центра» стояли жители Москвы и владельцы коммерческой недвижимости
Ведется война большая информационная против нашего проекта. Мы знаем, кто ее ведёт, мы знаем, кто платит деньги за это. Ну нетрудно догадаться, кому это выгодно — бороться против «Охта центра». Выгодно кому? Москвичам. Плюс владельцы коммерческой недвижимости. Вот эти наши бизнес-центры, которых достаточно много в городе построено, им соперник колоссальный появляетсяВладимир Гронский, 2009
.
После увольнения из «Петроцентра» управление экономической безопасности и противодействия коррупции ГУ МВД по Петербургу проводило проверку в отношении Владимира Гронского. По информации СМИ, он выписывал себе премии без согласования с советом директоров организации.

## Музей Суворова
В мае 2013 года Владимир Гронский был назначен директором музея Суворова. Под его руководством был создан фестиваль «Наш Суворов», открыт первый в России музей оловянного солдатика и проведена реконструкция музея.
В 2016 году Гронский сообщил ТАСС, что собирает материалы для канонизации Александра Суворова
Мы собираем свидетельства для канонизации Суворова — свидетельства народной любви к нему, почитания, народной памяти, которые затем представим в комиссию Синода по канонизацииВладимир Гронский, 2016
.
В 2019 году Владимир Гронский поддержал кандидатуру Александра Беглова на выборах губернатора Санкт-Петербурга заявив, что тот «ориентируется на нужды и потребности петербуржцев».

## Российская национальная библиотека
Распоряжением правительства России от 21 января 2021 года Владимир Гронский был назначен генеральным директором Российской национальной библиотеки. Выступая перед коллективом библиотеки Гронский заявил
Нам предстоит проделать большой путь по развитию интеллектуального, сакрального, информационного и просветительского центраВладимир Гронский, 2021
.
Ряд деятелей культуры, комментируя назначения Гронского, подчёркивали отсутствие у него опыта библиотечной и научной работы. Например, Михаил Золотоносов писал
К библиотечному делу Гронский никогда не имел ни малейшего отношения, профильного библиотечного образования не имеет, у него нет ученой степени, хотя РНБ имеет статус НИИ библиотековедния и библиографоведения
При Владимире Гронском в РНБ произошло несколько громких скандалов. В марте 2022 года, отмечая День работника культуры, библиотекари повесили постер с портретом Юрия Лотмана на лестнице в главном здании РНБ. Представители администрации учреждения культуры приняли филолога за писателя Марка Твена, библиотекарей обвинили в «экстремизме», лишили премий, после чего несколько сотрудников РНБ уволились. Об инциденте сообщили такие издания как «Лента.ру», «Фонтанка», «Коммерсант», «Бумага», «Мел», «Взгляд» и другие, однако Гронский обвинил журналистов в клевете и отказался от комментариев.
В мае 2022 года из РНБ был уволен ведущий библиограф Никита Елисеев, который попытался пожаловаться Гронскому на громкую музыку, сопровождающую открытие очередной выставки. Комиссия по этике РНБ признала действия библиографа нарушающими этические принципы библиотеки, однако Елисеев отказался увольняться по собственному желанию, тогда трудовой договор с ним был расторгнут «в связи с неоднократным неисполнением работником без уважительных причин трудовых обязанностей, если он имеет дисциплинарное взыскание». Письмо в поддержку Елисеева подписали более 120 человек, в том числе кинорежиссёр Александр Сокуров, главный редактор журнала «Новое литературное обозрение» Ирина Прохорова, научный руководитель Пушкинского дома Всеволод Багно, писатель Александр Архангельский. Никита Елисеев оспорил своё увольнение в суде, подав иск к РНБ. 21 сентября 2022 года стороны заключили мировое соглашение. По информации «Фонтанки», библиограф получил денежную компенсацию, а в его трудовой книжке будет написано, что он ушёл по собственному желанию.
Это был не первый иск о незаконном увольнении, поданный к РНБ при Владимире Гронском. 26 января 2022 года Красногвардейский районный суд признал «незаконным увольнение по инициативе работодателя» руководителя службы безопасности библиотеки Вячеслава Садовниченко. Согласно решению суда, он был восстановлен в своей должности с выплатой денежной компенсации за период вынужденного прогула в размере 1 345 732 рублей.
В декабре 2022 года начальник хозяйственного отдела РНБ Вячеслав Фёдоров обвинил администрацию библиотеки в нецелевом расходовании средств — нарушении при закупке шкафов-систематизаторов на 13 миллионов рублей. По информации Фёдорова, поставленные в РНБ изделия не соответствовали техническому заданию и были низкого качества. Несмотря на это, администрация библиотеки приняла решение произвести полную оплату по договору ещё до завершения поставки всей партии мебели.
Умер 13 декабря 2023 года в возрасте 70 лет.